# Universiteit van Transkei
De Universiteit van Transkei was een universiteit in Umtata in het voormalige thuisland Transkei in de Zuid-Afrikaanse provincie Oost-Kaap.
Na de fusie op 1 juli 2005 ging de universiteit samen met de Border Technikon en de Oost-Kaap Technikon verder als de Walter Sisulu-universiteit.

## Geschiedenis
De universiteit werd in 1976 opgericht als onderdeel van de Universiteit van Fort Hare.
Na de onafhankelijkheid van Transkei in 1977 - die duurde tot het einde van de apartheid in 1994, toen het thuisland werd ingevoegd in de republiek van Zuid-Afrika - ging de universiteit verder als de Universiteit van Transkei.

## Verbonden

### Eredoctoraat
- Jonathan Shapiro (1958), cartoonist